# Timoteo Paez
Timoteo Paez (ur. 22 sierpnia 1861, zm. 18 września 1939) – filipiński działacz niepodległościowy i polityk.

## Życiorys
Urodził się 22 sierpnia 1861 w manilskiej dzielnicy Tondo. Był synem Francisco Paeza. Wcześnie został osierocony przez rodziców. Kształcił się w zakresie księgowości, by pokryć koszty swego kształcenia pracował jako chłopiec na posyłki. Podobnie jak wielu innych przedstawicieli ówczesnej filipińskiej elity intelektualnej był wolnomularzem. Znalazł się wśród założycieli powstałej 6 stycznia 1892 loży Nilad oraz powołanej z inicjatywy Jose Rizala Ligi Filipińskiej (3 lipca 1892). Z czasem wszedł w skład Najwyższej Rady Ligi. Po jej rozłamie związał się z konserwatywnym Cuerpo de Compromisarios. W 1894 włączył się w zbiórkę funduszy na rzecz działaczy filipińskiego ruchu domagającego się głębokich zmian w systemie zarządzania Filipinami przez Hiszpanów. W 1896 został aresztowany pod zarzutem działalności rewolucyjnej. Rok później ułaskawiony przez hiszpańskiego gubernatora generalnego, zgodził się na opuszczenie kraju i wyemigrowanie do Hongkongu.
Po powrocie do ojczyzny włączył się w działalność filipińskiego rządu rewolucyjnego, przez prezydenta Aguinaldo został mianowany komisarzem do spraw wojny. Wchodził w skład Kongresu, reprezentując w nim Surigao. Brał udział w wojnie ze Stanami Zjednoczonymi. Doszedł do stopnia podpułkownika. Po porażce krajowych wojsk w potyczce na przełęczy Tirad w grudniu 1899 prezydent powierzył jego pieczy niezdolnych do walki oraz pozostające przy oddziałach armii kobiety i dzieci. Paez trafił ostatecznie do amerykańskiej niewoli i został odesłany do Manili. 
Po zakończeniu działań wojennych powrócił do uczestnictwa w życiu politycznym. W 1909 wszedł w skład manilskiej rady miasta. Proponowano mu objęcie funkcji burmistrza. Paez wszelako odmówił. Zmarł 18 września 1939. Z pewną poufałością określa się go mianem patriarchy Tondo. Jego imię nosi między innymi jedna ze szkół podstawowych w filipińskiej stolicy.